# Джефферсония
Джефферсония (лат. Jeffersonia) — олиготипный род цветковых растений семейства Барбарисовые (Berberidaceae).
Растение названо в честь Томаса Джефферсона, 3-го президента США.
Все виды рода используются в качестве декоративных садовых растений.

## Ботаническое описание
Многолетние растения с подземным корневищами.
Стебель безлистный с одиночным верхушечным белым цветком.
Листья все прикорневые, с пальчатым жилкованием.
Чашелистиков 4, лепестковидных; лепестков 8, плоских, несколько более крупных, чем чашелистики. Тычинок 8, свободных; пыльники открываются кверху двумя створками. Пестик один; столбик расширяется кверху в почти двулопастные рыльца. Семяпочки многочисленные, расположенные во много рядов вдоль брюшного шва.
Коробочка кожистая, под верхушкой её образуется горизонтальная или косая щель, благодаря чему коробочка открывается как бы опадающей крышечкой. Семена продолговатые или обратнояйцевидные, с коротким присемянником.

## Классификация

### Представители
Род включает в себя два вида:
- Jeffersonia diphylla (L.) Pers. Вид из восточной части Северной Америки.
- Jeffersonia dubia (Maxim.) Benth. & Hook.f. ex Baker & S.Moore — Джефферсония сомнительная. Вид из Маньчжурии и Китая.

### Таксономия
Род Джефферсония входит в трибу Барбарисовые (Berberideae) подсемейства Барбарисовые (Berberidoideae) семейства Барбарисовые (Berberidaceae) порядка Лютикоцветные (Ranunculales).
|  |                                      |  |                                                             |                                                             |                        |  | ещё 9 семейств (согласно Системе APG II) | ещё 9 семейств (согласно Системе APG II)     |                                              |  |  |  | ещё 1 триба (согласно Системе APG II) | ещё 1 триба (согласно Системе APG II) |          |  |  |  |  |
|  |                                      |  |                                                             |                                                             |                        |  | ещё 9 семейств (согласно Системе APG II) | ещё 9 семейств (согласно Системе APG II)     |                                              |  |  |  | ещё 1 триба (согласно Системе APG II) | ещё 1 триба (согласно Системе APG II) | два вида |  |  |  |  |
|  |                                      |  |                                                             | порядок Лютикоцветные                                       |                        |  |                                          |                                              | подсемейство Барбарисовые                    |  |  |  |                                       | род Джефферсония                      |          |  |  |  |  |
|  |                                      |  |                                                             | порядок Лютикоцветные                                       |                        |  |                                          |                                              | подсемейство Барбарисовые                    |  |  |  |                                       | род Джефферсония                      |          |  |  |  |  |
|  | отдел Цветковые, или Покрытосеменные |  |                                                             |                                                             | семейство Барбарисовые |  |                                          |                                              | триба Барбарисовые                           |  |  |  |                                       |                                       |          |  |  |  |  |
|  | отдел Цветковые, или Покрытосеменные |  |                                                             |                                                             |                        |  |                                          |                                              |                                              |  |  |  |                                       |                                       |          |  |  |  |  |
|  |                                      |  | ещё 44 порядка цветковых растений (согласно Системе APG II) | ещё 44 порядка цветковых растений (согласно Системе APG II) |                        |  |                                          | ещё 1 подсемейство (согласно Системе APG II) | ещё 1 подсемейство (согласно Системе APG II) |  |  |  | ещё 10—13 родов                       | ещё 10—13 родов                       |          |  |  |  |  |
|  |                                      |  |                                                             | ещё 44 порядка цветковых растений (согласно Системе APG II) |                        |  |                                          |                                              | ещё 1 подсемейство (согласно Системе APG II) |  |  |  |                                       | ещё 10—13 родов                       |          |  |  |  |  |